# Caballo Dragón Blanco

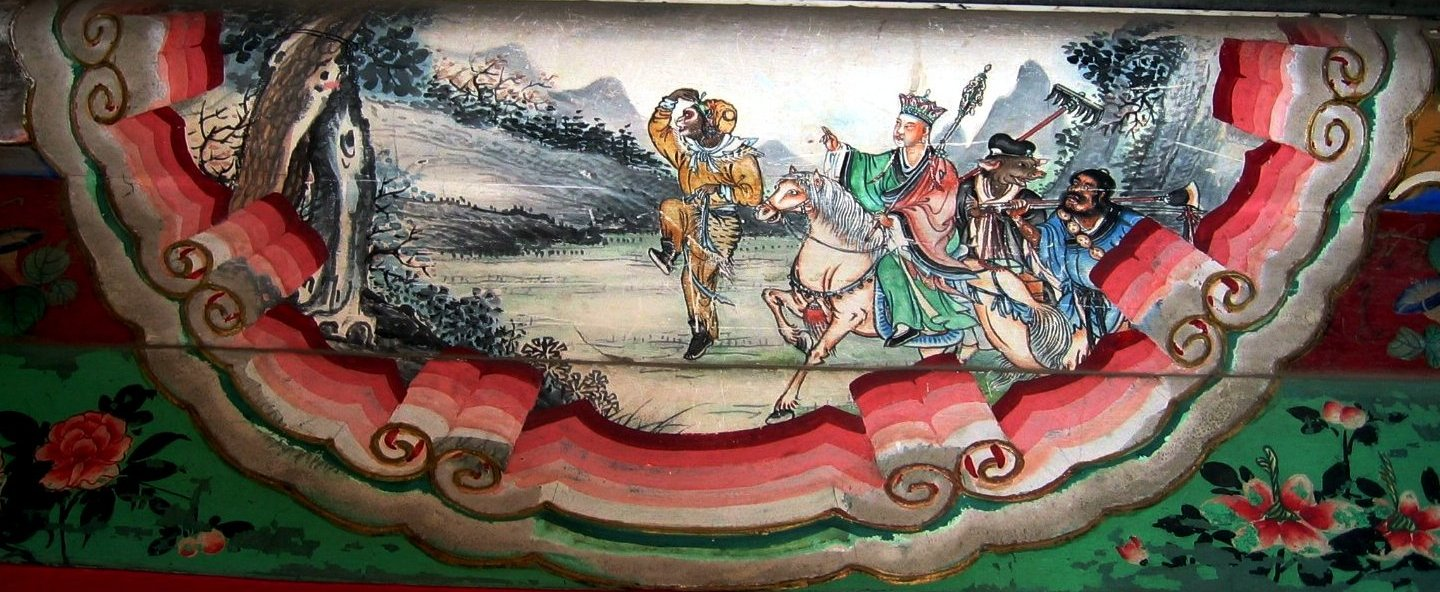
Los cuatro héroes de Viaje al Oeste. Tang Sanzang es el segundo desde la izquierda, montado en el Caballo Dragón Blanco. Decoración pintada en el largo corredor del Palacio de Verano en Beijing, China

El Caballo Dragón Blanco, conocido como Bai Long Ma (chino: 白龍馬; pinyin: Bái Lóng Mǎ; lit. 'Caballo Dragón Blanco') y Yu Long (chino: 玉龍; pinyin: Yù Lóng; lit. 'Dragón de Jade') en chino, es uno de los personajes principales de la novela china del siglo XVI Viaje al Oeste. Es el corcel de Tang Sanzang que más tarde se convirtió en la pusa Babu Tianlong Guangli (八部天龙广力菩萨) al final de la novela.